# 原噬菌体

Formation of a prophage

原噬菌体（英語：prophage）為一種原病毒基因，可被插入或是聚集在環狀病毒DNA染色體中，或是以染色體外的質體形式存在。這是一種潛在的病毒型態，在細菌中病毒以此種形態存在，但不會瓦解細菌細胞。
在偵測到宿主細胞的損傷——如UV光或是一些化學物质造成——時，細菌染色體中的原噬菌体便被激活，而此過程稱為prophage induction。
激活之後，病毒透過Lytic Cycle開始複製。在此裂解循環中，病毒霸佔了細胞的生殖位。細胞內會富含病毒，直到細胞裂解或是細胞會一次在胞吞作用時釋出新的病毒。從被感染至細胞裂解的中間過程，稱為潛伏期。有裂解循環的病毒，稱作virulent virus（劇毒病毒）。原噬菌體為重要的基因水平轉移因子，也被認為是可動遺傳因子的一部分。所有病毒細菌都有一環狀DNA基因（單環或雙環）或是透過一環狀中間物來進行複製，例如Caudovirales有尾噬菌體目。

## 合子诱导
原噬菌体通常会转译出一种物质使自身保持潜伏状态。但在细菌接合过程中，如果靶细胞不具有相同的原噬菌体，也就没有使原噬菌体保持潜伏状态的物质，那么通过接合得到原噬菌体后其细胞裂解通路就会马上激活，这种现象称为合子诱导。